# Rhabdomastix edwardsi
Rhabdomastix edwardsi är en tvåvingeart som beskrevs av Bo Tjeder 1967. Rhabdomastix edwardsi ingår i släktet Rhabdomastix och familjen småharkrankar. Inga underarter finns listade i Catalogue of Life.